# Codi postal

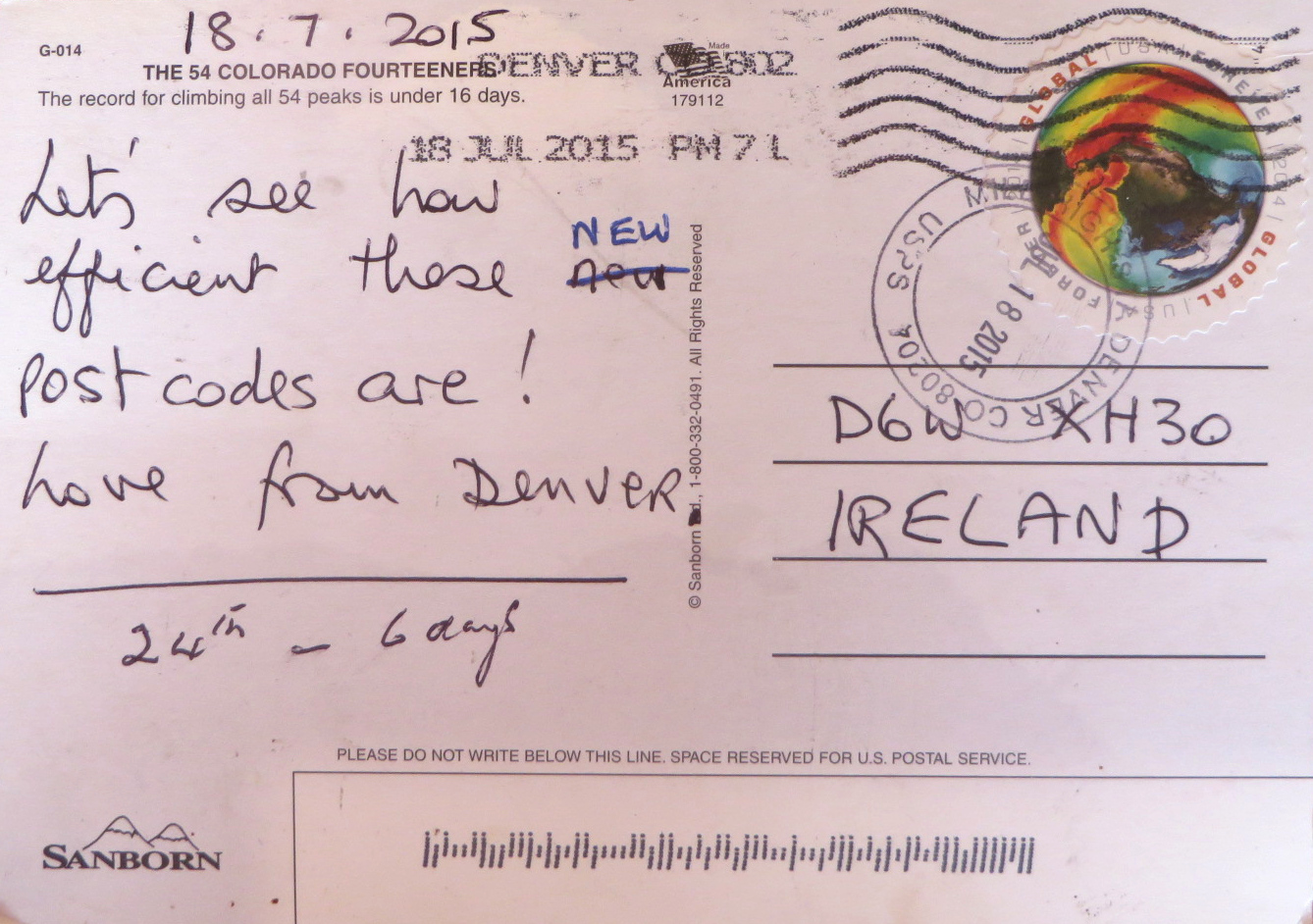
Codi Postal en una postal irlandesa de 2015.

Un codi postal és una sèrie de lletres i/o dígits que s'afegeixen a una adreça postal per a facilitar el funcionament del correu.
En les relacions postals internacionals el codi postal s'abreuja com zip code.
La República Federal d'Alemanya, a principi de la dècada dels seixanta, va ser el primer estat a introduir un sistema de codi postal. Els Estats Units d'Amèrica ho van fer pocs anys després.
Actualment la majoria de països utilitzen els codis postals. Les excepcions més notables són Irlanda (encara que a Dublín sí), Hong Kong, Panamà i Jamaica.
Els codis postals no segueixen un esquema unificat a tot el món. En els països angloparlants el codi postal va després del nom de la localitat mentre que a l'Europa continental va abans.
Habitualment els codis postals estan assignats a àrees geogràfiques però poden correspondre a institucions governamentals o grans companyies comercials amb un elevat volum de correu, com per exemple en el cas del CEDEX francès.
La majoria dels codis són només numèrics però en alguns països, com el Regne Unit, l'Argentina i el Canadà, poden ser alfanumèrics.

## Espanya i Catalunya
El codi postal espanyol i el català tenen el mateix sistema, consten de 5 xifres, les dues primeres fan referència a la província per ordre alfabètic en castellà (no s'han canviat si el nom oficial de la província ho ha fet). El número 0 com a xifra central, significa que el codi pertany a la capital de la província. Els dos següents números indiquen la zona postal més concreta. Va entrar en vigor a Espanya el juny de 1984.

## França
El codi postal francès consta de cinc dígits. Els dos primers fan referència al departament i els altres tres identifiquen la localitat i acaba en 0, excepte a París i altres grans ciutats. En el cas especial del CEDEX (acrònim de Courrier d'Entreprise à Distribution Exceptionelle) un codi començat amb 00 indica que el destinatari és l'exèrcit.

## Itàlia
El seu sistema italià s'anomena CAP (Codice d'Avviamento Postale) Es va instaurar el 1967 quan el país tenia 100 províncies i des del 1997 s'ha adaptat a les noves 8 províncies que s'han instituït, amb la qual cosa no sempre segueix la regla que les dues primeres xifres del total de cinc corresponguin a la referència provincial. El codi postal de l'Alguer és 07041.